# Hugues de Fosses
Hugues de Fosses, né vers 1093 à Fosses-la-Ville en Belgique et mort le 10 février 1164 à Prémontré dans l'Aisne, fut un des premiers disciples et compagnons de Norbert de Xanten et premier abbé de l’ordre des chanoines de Prémontré (dits 'Norbertins').
Béatifié le 13 juillet 1927 par le pape Pie XI, il est liturgiquement commémoré le 10 février de chaque année.

## Jeunesse
Né à Fosses, alors dans la principauté-diocèse de Liège, Hugues est très tôt orphelin. Éduqué par les chanoines de la célèbre collégiale Saint-Feuillien de Fosses-laVille, il devient clerc et est attaché à l’évêque de Cambrai comme secrétaire. 
En 1119, il rencontre Norbert de Xanten qui, de passage à Valenciennes, tombe malade. Hugues prit soin de Norbert et devient son disciple.

## Disciple et compagnon de Norbert de Xanten
Norbert forme à la vie religieuse ce premier disciple qui devint son compagnon de voyage et collaborateur immédiat. Norbert de Xanten s’efforçe de réformer les chapitres de chanoines en leur faisant adopter une règle de vie (devenant ainsi 'chanoines réguliers') qui, tout en leur laissant toute latitude en ce qui concerne le travail pastoral, les encourages à une vie plus proche de l’Évangile (y compris la vie de communauté de biens).

## Fondation de Prémontré
En 1120, Prémontré est fondé. Le choix du lieu, dans l’actuelle forêt de Saint-Gobain (France), comme site de la première fondation abbatiale des chanoines norbertins, est dû à Hugues qui dut faire face à une forte opposition d’autres collaborateurs de Norbert. Prémontré devint le siège de l’ordre des chanoines réguliers de saint Norbert appelé couramment prémontrés. Hugues devient le premier prieur de la communauté, et en fait le véritable bâtisseur de l’abbaye de Prémontré.

## Fondation de Floreffe
L’abbaye de Floreffe, près de Namur, en Belgique, est la seconde fondation de l’ordre. En 1121, de passage à Namur, Norbert reçoit d’Ermesinde de Luxembourg (épouse du comte Godefroi Ier de Namur) une fondation richement dotée: ce sera Floreffe (27 novembre 1121). On peut estimer que Hugues de Fosses n'est pas étrangé à cette fondation si proche de sa ville natale.

## Premier abbé général de Prémontré
Lorsque Norbert de Xanten est appelé à devenir archevêque de Magdebourg, en Allemagne (1126), Hugues de Fosses (sur proposition de Norbert) est élu supérieur général de l’ordre. Il est confirmé à ce titre par l’évêque de Laon, Barthélemy de Jur. Il se consacre alors à consolider les éléments fondateurs de l’ordre. Il rassemble les éléments d’une biographie complète du fondateur, Norbert de Xanten. Il fait adopter la Règle de saint Augustin que, avec l’aide des supérieurs de maison qu’il rassemble en chapitres généraux, il adapte aux besoins des chanoines réguliers par des statuts ou règlements particuliers. Il organise le cérémonial de chœur (ici également adapté aux charges pastorales des chanoines). Mais surtout, l'engagement pastoral de prêtres bien formés et au comportement religieux et évangélique leur attire le soutien de beaucoup. Si Norbert de Xanten est bien à l'origine de l'ordre canonial des Prémontrés c'est Hugues de Fosses qui en assure les fondements. L'expansion est rapide et sous la gouvernance de Hugues de Fosses de nombreux monastères d’hommes et de femmes sont fondés en divers pays.

## Décès et histoire posthume
Pendant 36 ans Hugues est le père de la communauté et le gardien des coutumes de l’ordre dont il est la force dynamique. Il meur le 10 février 1164 et fut enseveli dans l'église abbatiale de Prémontré. En 1279, son corps est transféré devant le maître-autel de l’église abbatiale. L'abbé général Lescellier lui donne un sarcophage plus honorable en 1660. Après la sécularisation de l’abbaye de Prémontré en 1790, à la suite des désordres de la Révolution française, on transfére son corps dans l’église de Bassoles-Aulers où il est caché de 1794 à 1896. Il se trouve ensuite dans la cathédrale de Laon de 1896 à 1910, puis de nouveau en l’église de Brancourt-en-Laonnois où il a été retrouvé sous les ruines après la Grande Guerre, grâce aux soins de l'évêque de Namur, Thomas-Louis Heylen, lui-même religieux prémontré.
En 1927, avec l'autorisation de Mgr Binet, alors évêque de Soissons, l'abbé Franken de l'abbaye de Bois-Seigneur-Isaac vint recueillir les restes d'Hugues de Fosses pour les emporter dans son abbaye en Belgique où elles trouvèrent une nouvelle sépulture.
Le culte - immémorial dans l’ordre des Prémontrés - est confirmé par le pape Pie XI en juillet 1927 et Hugues de Fosses est déclaré bienheureux. Il est liturgiquement commémoré (localement) le 10 février.